# Abraham Bäck
För andra betydelser, se Abraham Bäck (olika betydelser).
Abraham Bäck, född 1713 i Söderhamn, död 15 mars 1795 i Stockholm, var en svensk kunglig livmedikus och arkiater.

## Biografi
Abraham Bäck var son till handelsmannen i Söderhamns stad Karl Olsson Bäck och Margareta Broo. Fadern, som var bördig från Umeå, avled 1720 och rysshärjningarna gjorde familjen utblottad. Bäck blev då omhändertagen av sin morbror rådmannen Anders Abrahamsson Broo – detta och att modern gifte om sig med en rik borgare Hedenberg blev hans lycka. 
Efter fyra års skolgång i Gävle blev Bäck 1730 student vid Uppsala universitet, där han blev elev hos Carl von Linné och snart en av Nils Rosén von Rosensteins ivrigaste lärjungar inom medicin. År 1740 blev han promoverad till medicine doktor. Åren 1740–45 vistades han för medicinstudier i Leiden, London, Paris och Berlin och efter sin hemkomst blev han ledamot av Collegium medicum. Bäck invaldes 1742 som ledamot nummer 73 av Kungliga Vetenskapsakademien och var dess preses tre gånger, första gången 1746. År 1749 kallades han till livmedikus hos Fredrik I och hade längre fram samma befattning hos Adolf Fredrik och Gustav III:s gemål, Sofia Magdalena. År 1752 blev han arkiater och president i Collegium medicum samt läkare vid Serafimerlasarettet, vilket tillkom huvudsakligen genom Bäcks och Olof af Acrels engagemang. Bäck var också ledamot av Sundhetskommissionen från 1753 och fram till 1766, då den upphörde och i huvudsak uppgick i Collegium medicum.
Bäck var mycket god vän med Linné, som uppkallade ett släkte bland myrtenväxterna, Baeckea, efter honom. I Bäcks födelsestad Söderhamn finns numera en gata med namnet Abraham Bäckgatan.

### Familj
Bäck gifte sig med Anna Charlotta Adlerberg (1736-1767). Paret fick sju barn varav en dotter överlevde dem, Emerentia Maria Bäck, sedermera gift Ihre.

## Bilder

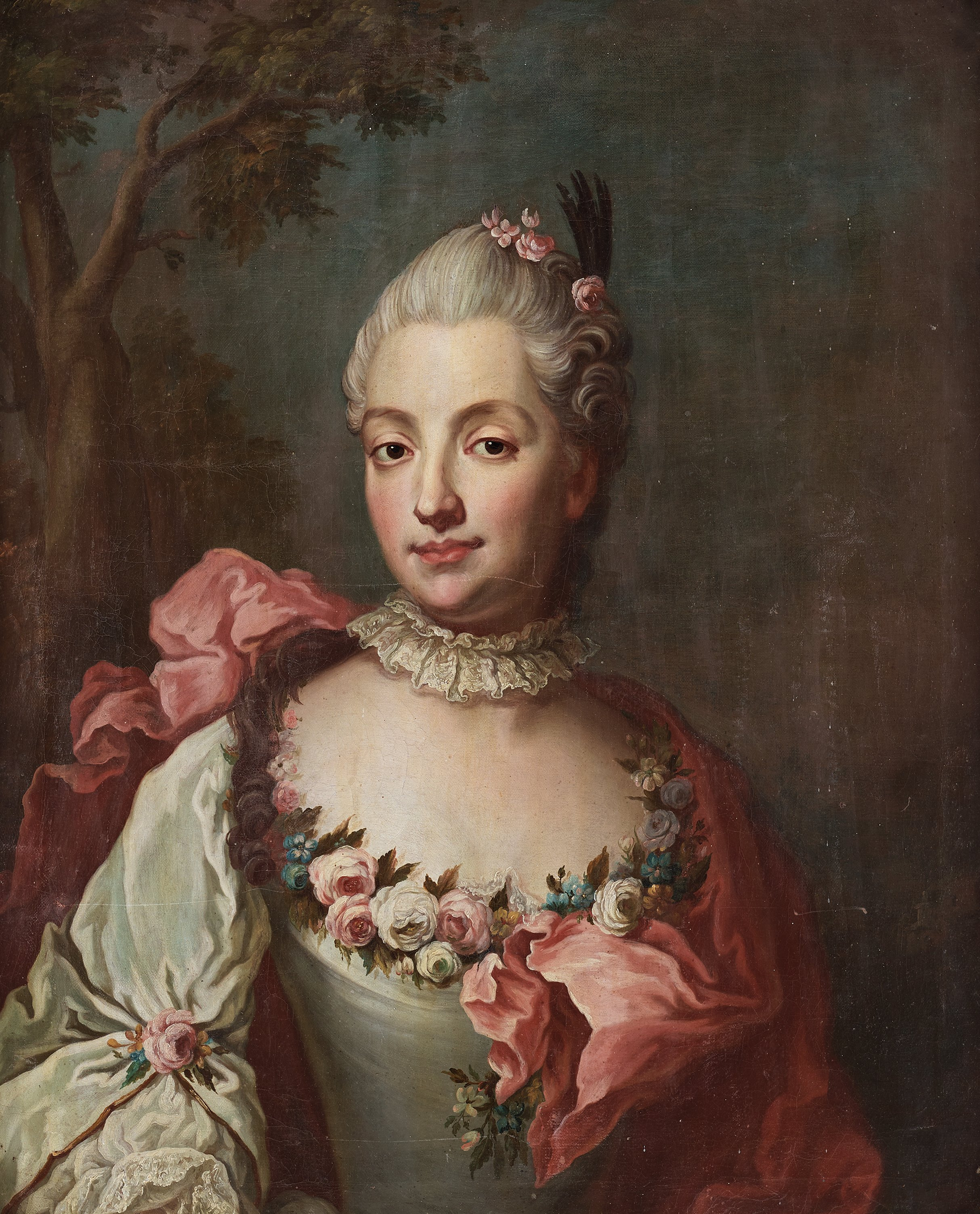
Bäcks hustru, Anna Charlotta Adlerberg. Avporträtterad 1763, troligen av Jakob Björck.